# Forrest Smithson
Forrest Custer Smithson (Portland, 26 de setembro de 1884 - Condado de Contra Costa, 24 de novembro de 1962) foi um atleta barreirista e campeão olímpico norte-americano.
Smithson era um estudante de Teologia na Universidade do Estado de Oregon e por ela foi campeão dos 110 m c/ barreiras em 1907 e 1909. Em Londres 1908, ele participou da prova, da qual não era um dos favoritos. A modalidade não era disputada em pista dura como hoje em dia, mas numa linha especialmente demarcada na grama do estádio olímpico. Só atletas americanos chegaram à final, que foi disputada no último dia dos Jogos. Smithson derrotou seus compatriotas favoritos John Garrels e Arthur Shaw (prata e bronze) e venceu a prova com um novo recorde mundial de 15s0, o primeiro reconhecido oficialmente pela IAAF.

## A lenda da Bíblia
Durante anos uma história peculiar correu o mundo, sobre o fato de Smithson ter vencido a prova carregando uma bíblia em sua mão esquerda, em protesto pela decisão dos organizadores de a realizarem num domingo, dia santo de recolhimento do Sabá, fielmente seguido nos Estados Unidos pelos mais religiosos.
Entretanto, nenhuma das eliminatórias desta prova ou mesmo a final, foi disputada num domingo, nem a história foi veiculada em qualquer jornal. A "lenda olímpica' sobre Smithson, provavelmente vem da fotografia publicada no relatório oficial destes Jogos, em que ele aparece saltando uma barreira com uma bíblia nas mãos, que teria sido tirada durante a final. Este argumento, porém, se mostrou falso, já que a fotografia foi posada e a prova não foi disputada num domingo mas num sábado. Corridas em domingos eram bastante incomuns na Grã-Bretanha nessa época.